# Башкирский государственный университет
Башкирский государственный университет (БашГУ; баш. Башҡорт дәүләт университеты (БашДУ)) — исторический классический университет в городе Уфе.
Старейший[уточнить] вуз Башкортостана, один из учредителей Ассоциации классических университетов России. Занимал 49 место в рейтинге классических университетов России — 2017 и 94 место в рейтинге Топ-100 вузов России.
Реорганизован в 2022 слиянием с Уфимским государственным авиационным техническим университетом в Уфимский университет науки и технологий.

## Описание

### Структура
В состав университета входили 10 факультетов, 5 институтов, 1 колледж, а также филиалы в городах Сибай, Стерлитамак, Нефтекамск и Бирск. Учебный процесс осуществляли 105 кафедр.

## История
Открытый в 1909 Уфимский учительский институт, в 1919 преобразован в Уфимский институт народного образования. С 1923 институт получил название «Практический» и стал дополнительно готовить специалистов сельского хозяйства.
В 1929 году на его базе создан Башкирский государственный педагогический институт им. К. А. Тимирязева (БГПИ). В 1930 году в БГПИ снова произошла внутренняя реорганизация, отделения были переименованы в факультеты (физико-математический, естествознания, географический, историко-филологический), при которых функционировали 15 кафедр. В том же году были открыты заочное, а в следующем — вечернее отделения.
В 1937 году передано имущество ликвидированного Уфимского физического института. В 1941 году Уфимский учительский институт иностранных языков реорганизован в факультет иностранных языков.

### Открытие университета
Постановлением Совета Министров СССР от 20 июля 1957 года педагогический институт преобразован в Башкирский государственный университет. 6 ноября состоялось торжественное открытие университета. Ректором университета был назначен Шайхулла Хабибуллович Чанбарисов.

## Сотрудники
В разные годы в университете работали выдающиеся учёные: физик и математик академик АН СССР Н. Н. Боголюбов; математики, академик АН СССР А. М. Ильин, член-корреспонденты АН СССР А. Ф. Леонтьев и В. В. Напалков, доктора физико-математических наук профессора Л. И. Рубинштейн, А. Б. Шабат, К. П. Краузе, Е. Н. Грибанов, В. И. Романов; языковеды и литературоведы, доктора филологических наук профессора Г. Х. Ахатов, Д. Г. Киекбаев, Л. Г. Бараг; историки, член-корреспондент РАН Р. Г. Кузеев, доктора исторических наук профессора Ш. Х. Чанбарисов и И. С. Киссельгоф; биохимик, академик ВАСХНИЛ В. Г. Конарев; учёный-биогеограф Носков Александр Куприянович, ботаники, доктора биологических наук профессора Ю.3. Кулагин и Г. В. Заблуда; физиолог, доктор биологических наук профессор А. С. Дмитриев, физик, доктор физико-математических наук профессор М. М. Фарзтдинов, химики, доктора химических наук профессора Е. Ф. Журавлёв и Ю. В. Светкин; геолог, доктор геолого-минералогических наук профессор Д. Г. Ожиганов и другие.
В БашГУ работали свыше 1000 преподавателей, из них 161 доктор наук, 477 кандидатов наук, 111 профессоров, 283 доцента. В вузе обучались почти 27 тысяч студентов[уточнить].

### Руководство
- Шайхулла Хабибуллович Чанбарисов — д. и. н, профессор (1957—1981)
- Рагиб Насретдинович Гимаев — д. т. н, профессор (1981—1999)
- Харрасов, Мухамет Хадисович — д. ф.-м. н., профессор (2000—2010)
- Мустафин, Ахат Газизьянович — академик АН РБ, д. х. н., профессор (2010—2013)
- Морозкин, Николай Данилович — д. ф.-м. н., профессор (2013—2022)
- Захаров, Вадим Петрович — д.х.н., профессор (2022)